# Ramblers-Stadion
Das Ramblers-Stadion ist ein Fußballstadion im Windhoeker Stadtteil Pionierspark und Vereinsstadion des Ramblers Club, von welchem es auch seinen Namen hat. Das Ramblers-Stadion fasst rund 1000 Zuschauer und ist Teil des „Wanderers Sportsground“.
Seit der Namibia-Premier-League-Saison 2005/06 spielt der Ramblers FC fast ausschließlich im Independence Stadium bzw. im Sam-Nujoma-Stadion.